# Kornerup

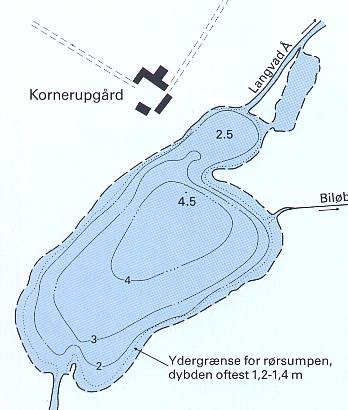
Abajo el arroyo de entrada a la laguna de Kornerup; arriba la salida por el arroyo Langvad. En el mapa están registradas las profundidades de la laguna. Kort & Matrikelstyrelsen http://www.kms.dk/

Kornerup   (Municipio de Lejre, Dinamarca), este nombre proviene del nombre vikingo de varón Korni, es un pueblito rural con 220 habitantes situada a 5 km al sudoeste de la vieja ciudad de Vikingos llamada Roskilde que se ubica en la segunda isla más grande de Dinamarca, Selandia.
La isla más grande de este país es Groenlandia que con 2.175.600 km² resulta ser la isla más grande del mundo.
Lo que hace interesante a Kornerup es que es un lugar en verdad perdido al margen del mundo, escondido entre campos de cultivo de trigo y enmarcado con una preciosa pequeña lagunita del mismo nombre.
Se supone que aquí existía un pueblo desde la época de bronce.
Son dos las realidades que hacen resaltar este pequeño lugar de entre muchos otros: 1º) porque cuenta con la iglesia penúltima más pequeña de Dinamarca, que fue erigida a fines del año 1100 y tiene capacidad para 35 personas tomando asiento.
Y segundo, porque cruzando el arroyo que entra al lago de Kornerup y sale del lago en dirección norte hacía la bahía de Roskilde, venían los vikingos navegando con sus largas embarcaciones desde la antigua ciudad vikinga Lejre.
Atravesaban la bahía de Roskilde y salían al mar Báltico siguiendo viaje con sus embarcaciones a lejanas costas de Europa, donde asaltaban a las poblaciones costeñas para luego regresar con los botínes a sus casas. Dice una leyenda que en la laguna de Kornerup se hundió accidentalmente un cofre con un valioso tesoro que nunca hasta la fecha fue encontrado.